# Гама нож
Гама нож је медицински уређај из области радиохируршке технологије намењен за лечење тумора и других процеса на мозгу. Како се принцип рада апарата заснива на примени гама зрачења, по њему се и уређај зове „гама нож” (иако по својој суштини он није нож-скалпел, већ енергетски талас). Гама нож један је од тренутно бољих уређаја за лечење тешко приступачних - иноперабилних тумора и метастаза на мозгу као и анеуризми и других аномалија на крвним судовима главе и врата, који се не могу хируршки одстранити, или третирати линеарним акцелератором.
Ефекат зрачне терапије исти је као да је болесник оперисан на класичан начин уз помоћ скалпела, а да при томе глава (лобања) није отварана. Зрачење околног здравог ткива мозга је минимално, а доза која може да се примени у једној сеанси велика, али и поред тога она не уништава здраво ткиво мозга и не ствара нежељена дејства код болесника.
Гама нож омогућава да се без потребе за класичним хируршким операцијама, анестезијом или боравком болесника на одељењу интензивне неге, обави лечење тумора на мозгу или врату, у једном акту, јер на месту тумора обично остаје само мањи ожиљак. Што омогућава болеснику да се врати кући истог дана.
У појединим случајевима, у зависности од стања и врсте болести која се лечи, гама нож може се користити било као примарна терапија или у комбинацији са хируршким методама. Једини недостатак гама ножа је тај што није применљив код свих врста тумора (нпр примарних тумора мозга који су нејасних граница и тумора већих од 30 милиметара), непостојање уређаја у појединим земљама света и висока цена трошкова лечења.

## Историја
Прва истраживања, комбинованом применом снопа протона и стереотаксичких уређаја способних да циљају жаришта у мозгу, започели су током 1950-их, шведски професори Borje Larsson и Gustaf Werner са Института, Универзитета у Упсали, и Lars Leksell са Каролинског Института у Стокхолму, Шведска. Од овог истраживања убрзо су одустали јер је поступак био сложен и скуп.
Године 1967, термин радионеурохирургија први је — као термин и метод лечења бројних туморских процеса у лобањској дупљи а касније и у врату — у медицинску праксу увео шведски неурохирург Ларс Лексел. Он је методу радионеурохирургије засновао на усмеравању бројних нискоенергетских радиоактивних снопова високих доза зрачења, само на оболело место, не оштећујући притом здраво ткиво.
Гама нож као нову радионеурохируршку технологију први пут су применили 1968. године шведски истраживачи, неурохирург Lars Leksell (1907—1986)  из Стокхолма и радиобиолог Björn Larsson из Упсале, користећи као извор енергије кобалт 60. На почетку развоја гама нож је имао примену код веома малог броја пацијената у малом броју центара широм света. Како су предности његове примене биле све очигледније, број индикација за његове употребе непрестано се увећавао. 
| „ | Данас се гама нож користи у око 300 центара широм света. Према статистичким подацима из 2012. године, око 700.000 пацијената са различитим болестима мозга лечено је гама ножем у 48 земаља. Не постоји ниједан други уређај у овој области који поседује такву прецизност као гама нож, који је помогао толиком броју људи... а најновији и најсавременији модел гама ножа данас представља златни стандард радиохирургије данашњице. | ” |

Лидер у области примене гама ножа у свету је фирма „Електа” са седиштем у Стокхолму (и 3.400 радника запошљених широм света), чија се технолошка решења у онкологији и неурохирургији користе у више од 6.000 болница и института за радиотерапију широм света. Око 70.000 пацијената подвргне се операцијама гама ножем ове фирме сваке године, а њихова метода лечења има највећу клиничку прихватљивост у свету.
Примена гама ножа у Србији почела је први пут у Националном гама центру КЦС-а, 2. новембра 2015. године.

## Физика и основни принципи рада гама ножа
Основни принципи физике на којима је заснована примена гама ножа у начелу су остали исти од њеног зачећа. Уређај користи као извор енергије гама зрачење кобалта 60 (60Co), стабилни изотоп никла (60Ni), са полуживотом распада 5,26 година. Као део процеса распада, ослобађа се један електрон, енергије до 315 keV и емитују два гама зрака енергије 1,17 MeV и 1,33 MeV. Овако настало гама зрачење користи се за терапијски ефекат по коме је уређај и добио назив - „гама нож”.
Сама примена гама ножа, заснована на гама зрачењу, функционише на принципима стереотаксије, рендгенске технике, која се користи за тачну локализацију зрачења, и тиме постиже висок ниво прецизности на, простору > 0,3 до 35 милиметара. У том циљу, на главу болесника се пре почетка зрачења, поставља се стереотаксички рам и из уз његову помоћ дефинише референтни координатни систем који омогућава да се тачке у мозгу, на које ће бити усмерен један од 192 снопа фотона, одреде са високом прецизношћу. 
Пре и током самог поступка користе се бројне имиџинг (сликовне) методе (као функционални маркери) како би се обезбедило да локације свих значајних области буду у оквиру јасно дефинисаних односа према стереотаксичком простору. У том циљу за правилно планирање рада гама ножа, развијен је високософистицирани компјутеризовани систем, уз чију помоћ се врши детаљно и прецизно усмеравање снопа и регулише доза гама зрачења у циљаном ткиву, и истовремено штити од нежељених последица на нормално (здраво) мождано ткиво.

## Основна начела примене
У односу, на класични неурохируршки начин лечења тумора и других патолошких промена у мозгу, основни принципи на којима се заснива третмана гама ножем су:
- Лечење процеса на тешко доступним местима за мануелну неурохируршку интервенцију.
- Лечење туморских процес код стријих особа, код којих је хируршка интервенција контраиндикована.
- Смањен број болесника за лечење „отвореним” операцијама тумора на глави и врату.
- Нежељени ефекти лечења су ретки, између осталог и због смањене могућности инфекције (сепсе) и нежељених утицаја анестезије, јер се лечење изводи без опште наркозе (осим код болесника млађих од 10 година, код којих се интервенција спроводи у општој анестезији).
- Већи комфор за болесника; који се могу вратити кући дан након третмана, краћи период трајања опоравка, одсуство ожиљака на кожи главе и губитак косе.
- Бржа ресоцијализација болесника који се могу вратити редовним обавезама у кратком временском периоду, од почетка лечења.
- Максимална заштита здравог ткива мозга, јер је током зрачења изложено минималним дозама зрачења, што смањује број неуролошких и менталних испада.
- Што у поређењу са радиохируршком методом заснованој на примени линеарног акцелератора, гама нож поседује већу просторну прецизност (преко 0,3 mm).[8]

## Предности
| Гама нож | Кибернетски нож                                                                      |
| --- | ------------------------------------------------------------------------------------ |
| Лечење специфичних тумора и других болести мозга, главе и врата                                                                                                   | Лечење неспецифичних тумора мозга                                                    |
| Позиционирање снопа зрачења врши се уз примену сликовних приказа 3D магнетне резонанце и компјутеризоване томографије, што обезбеђује прецизније резултате лечење | Позиционирање снопа зрачења је мање тачно, јер се врши оптичким навођењем            |
| У једној тачки, патолошког процеса, сакупља се 192 зрачна снопа                                                                                                   | Третман се спроводи вишеструким зрачењем                                             |
| Терапија се завршава у току једне сеансе. Процеси локализовани на више места могу се лечити истог дана                                                            | Лечење може бити спроведено и у неколико дневних сеанси                              |
| Током терапије позиција циљне тачке зрачења проверава се 10 пута сваких 10 секунди                                                                                | Током терапије позиција циљне тачке зрачења проверава се једном на сваких 10 секунди |

## Индикације за лечење гама ножем[10]
| Бенигни тумори          | Вестибуларни шваноми (неуром акустичног поремећаја)• Хемангиомбластом • Менингиом • Тумор хипофизе • Тригеминални шваноми • Тумор пинеалне жлезде • Краниофарингиом.                          |
| Васкуларни поремећаји   | Артериовенозне малформације (АВМ) • Каверном • Анеуризма Галенове вене. |
| Малигни тумори          | Метастазе • Окуларни меланом • Астроцитом • Глиобластом • Ретки малигни тумор хордом • Хемангиоперицитом • Тумор гломуса • Карцином назофаринкса                                              |
| Поремећаји кретања      | Паркинсонова болест • Подрхтавање • Мултипла склероза. |
| Функционални поремећаји | Тригеминална неуралгија.• Епилепсија.• Хронични болови. |
| Неприступачни тумори    | Тумори мозга који се налазе на тешко приступачним местима или тумори који се налазе дубоко у мозгу.                                                                                           |
| Остале индикације       | Болесници који из различитих разлога не би поднели класичну операцију (због старосне доби, медицинско стање пацијента, општег стања пацијента…) • Болесници који одбијају класичну операцију. |

## Принцип рада гама ножа
Позиционирање стереотаксичког рама и кациге
Пре почетка лечења, као део обавезног поступка, на главу болесника поставља се привремени, стереотаксички рам (оквир) тежак око 2 килограма. Намена рама је да спречи нехотичне покрете болесникове главе у току поступка зрачења, и осигурати највиши ниво тачности зрачне терапије.
Фиксирање рама за главу врши се са четири мале игле, величине хемијске оловке, пре чијег постављања се локалном анестезијом обезболи кожа на подручје убода игала. 
Како би се оболели део изложио оптималном дејству гама зрака, и у њему уништиле све малигне ћелије, уз истовремену заштиту здравих ћелија мозга од штетних утицаја гама зрака, користи се специјална кацига, са великим бројем малих отвора кроз које могу да прођу тачно усмерени гама зрацима ка ткиву које садржи оболеле ћелије.
Неурорадиолошко снимање
Следећи корак припрема пре употребе гама ножа је поступак неурорадиолошког снимања (имиџинга) како би се добиле прецизне слике локализације (радиограми) оболелог ткива у односу на рам на глави. 
Типична неурорадиолошко снимања за обраду података су; магнетна резонантна томографија и Компјутеризована томографија. У случају васкуларних болести, може се извести и компјутеризована томографска ангиографија. 
Стереотаксички рам у току ових снимања и касније у току зрачења, обезбеђује прецизно одређивање референтних тачка за локализацију болесног ткива, што омогућава да се са великом прецизношћу спроведе процес лечења.
Планирање терапије
Након обављеног неурорадиолошког снимања, мултидисциплинарни тим стручњака, обавиће процену и сачинити план лечења гама ножем. За израду плана и програма лечења користи се специјално сачињен програм за компјутерско планирање како би се што тачније израчунала граница осетљивости ткива које се зрачи и тачна доза зрачења која ће се применити у току терапије. Ово је посебно значајно како би се извршила блокаде појединих зона тумора, које се граниче са осетљивим структурама мозга, и тиме спречило беспотребно (штетно) излагање здравог ткива зрачењу. 
Пацијент може да проведе време током ових поступака причајући са родбином или гледајући телевизију у свом кревету, имајући у виду да у зависности од сложености болести, процес планирања терапије може потрајати и до сат времена, али према потреби и дуже.
Поступак зрачења
Поступак зрачења почиње; постављањем болесник на кауч апарата, смештајем главе болесника у правилан положај и обављањем свих потребних безбедносних провера. 
Када се то заврши, чланови тима напуштају просторију, одакле аутоматски померају болесника и постављају његову главу у унутрашњост апарата. Након тога лечење може да почне. Све време трајања зрачења болесник је у сталном контакту са тимом за лечења преко двосмерног микрофон и телевизијске слике на мониторима. За време зрачења болесник може да слуша музику по свом избору преко система за комуникацију. 
Поступак зрачења може да траје од 30 минута до 1 или 2 часа у зависности од величине тумора и примењене дозе зрачења, претходно одређеног пажљивим прорачунима.
Поступак након зрачења
Након третмана болесник се извлачи из апарата и просторије за зрачење. Са главе му се уклања стереотаксички рам, и уместо њега поставља привремени завој како би се од инфекције заштитила кожа на местима на којима су биле убодене игле за фиксирање рама на глави. 
После краћег времена, истог дана, или најкасније сутрадан, уз претходно давање савета болесник се отпушта кући.

## Резултати
Резултати лечења гама ножем се постижу постепено, у зависности од стања које се лечи:
Бенигни тумори
Код бенигних тумора гама нож утиче на туморске ћелије тако да се он не репродукују. Тумор се може смањити у периоду од 18 месеци до две године, тако да је главни циљ терапије  бенигних тумора гама ножем да се спречи раст тумора у будућности.
Малигни тумори
Након терапије канцерозни (малигни) тумори се могу брже смањити (често у року од неколико месеци).
Артериовенске малформације (АВМ)
Терапија зрачењем узрокује згушњавање и затварање абнормалних крвних судова можданих АВМ -а. Овај процес може трајати две године или више.
Тригеминална неуралгија
Лечење гама ножем ствара лезију која блокира пренос сигнала бола дуж тригеминалног нерва. Ублажавање болова може потрајати неколико месеци.